# Proutia chinensis
Proutia chinensis is een vlinder uit de familie zakjesdragers (Psychidae). De wetenschappelijke naam van deze soort is voor het eerst geldig gepubliceerd in 1990 door Peter Hättenschwiler & Chung-Ling Chao.

## Type
- type: niet gespecificeerd
- instituut: IZCAS, Haidian, Beijing, China
- typelocatie: "China, Zhejiang Province, Yuhang"[1]